# Back Through Time
Back Through Time je hudební album skupiny Alestorm. Vydáno bylo v roce 2011.

## Seznam skladeb
1. Back Through Time - 05:03
2. Shipwrecked - 03:30
3. The Sunk'n Norwegian - 04:07
4. Midget Saw - 03:18
5. Buckfast Powersmash - 02:33
6. Scraping the Barrel - 04:40
7. Rum - 03:29
8. Swashbuckled - 03:53
9. Rumpelkombo - 00:06
10. Barrett's Privateers (Stan Rogers cover) - 04:41
11. Death Throes of the Terrorsquid - 07:46
12. You Are a Pirate - 1:33